# Sedimentologia
La sedimentologia és la branca de l'estratigrafia i, per tant, de la geologia, que estudia la gènesi i les característiques dels sediments actuals o antics dipositats en un determinat ambient o conca, n'estudia les relacions mútues, les seqüències, llur geometria, llurs estructures deposicionals, la paleontologia, i en fa un model basat en el principi d'actualisme, les quals coses són el fonament de la paleografia, la paleoecologia, la paleoclimatologia i la geologia històrica.
En oposició a la petrografia sedimentària clàssica, estudia les estructures sedimentàries, les relacions entre els sediments, llur gènesi i diagènesi, els ambients i processos sedimentaris, la conca sedimentària, l'àrea font dels materials, etc.